# Шћепан Ђукић
Шћепан Ђукић (Лопате, код Подгорице, 1914 — Лутово, код Подгорице, 22. март 1942), учесник Народноослободилачке борбе и народни херој Југославије.

## Биографија
Рођен је 1914. године у селу Лопатама, код Подгорице. Потицао је из сиромашне сељачке породице. Основну школу је завршио у Лијевој Ријеци, а гимназију у Подгорици. Још као гимназијалац, припадао је омладинском револуционарном покрету. После матуре, уписао је Правни факултет у Београду. Међутим, због тешких материјалних услова, морао је да прекине редовне студије и да се запосли. Као службеник, радио је у Финансијској контроли у Сушаку, Сплиту и Шибенику.
Војни рок је одслужио у Школи за резервне официре и имао је чин резервног поручника. У току Априлског рата, 1941. године, био једини подофицир у пуку који се са својом јединицом супротставио Немцима приликом њиховог напада на гранични сектор у Словенији. После слома Југословенске војске и капитулације, успио је да се, с групом војника из Црне Горе, заобилазним путевима пребаци у родни крај.
Још пре рата био је повезан с комунистима и скојевцима у Лијевој Ријеци, а након окупације се активно укључује у организовање Народноослободилачког покрета (НОП). Крајем априла 1941. године примљен је у чланство Комунистичке партије Југославије (КПЈ). Као резервни поручник, активно је радио на окупљању људи и омладине, обучавајући у руковању оружјем оне који нису служили војску. Када је јуна 1941. године био формиран је Љеворечки герилски одред од 30 бораца, Шћепан је био командир овог Одреда.
Када је почео Тринаестојулски устанак, Шћепан је био на челу Одреда, коме се придружило још неколико десетина сељака, и са њим је извршио упад у Лијеву Ријеку. Тада су заузели карабињерску станицу и разоружали њену посаду. Уништењем ове италијанске посаде биле су пресечене везе и саобраћај на саобраћајници Подгорица—Матешево—Колашин—Бијело Поље и Подгорица—Матешево—Андријевица—Беране, па италијанске снаге дуго нису могле да се користе ову комуникацију. Од првих борби, Шћепан се истицао као искусан командант и храбар борац. После формирања Љеворечког устаничког батаљона, постао је командир једне његове чете с којим се борио за одбрану слободне територије на подручју андијевичког среза.
У јесен 1941. године, активно је радио на организационом и политичком јачању Народноослободилачког покрета. Крајем исте године, постао је командант Љеворечког партизанског батаљона, који је био у саставу Комског партизанског одреда. На тој дужности је погинуо, 22. марта 1942. године, у борби с четницима у близини села Лутово, код Лијеве Ријеке. Рањен и опкољен, док је имао муниције није дозволио непријатељима да му се приближе; убио је једног четника који је покушао да га ухвати живог, али, када је остао без муниције, активирао је последњу бомбу и извршио самоубиство.
Указом Президијума Народне скупштине Федеративне Народне Републике Југославије 20. децембра 1951. године, проглашен је за народног хероја.